# ラムソン
ラムソン（学名：Allium ursinum、英: ramsons）またはワイルドガーリック（英: wild garlic）はネギ属の多年草で、野性のチャイブの近縁種である。意訳してクマニラ、クマニンニク、クマネギなどとも。また、ドイツ語名（Bärlauch）からベアラオホ、ベアラウフとも呼ばれる。

## 概要

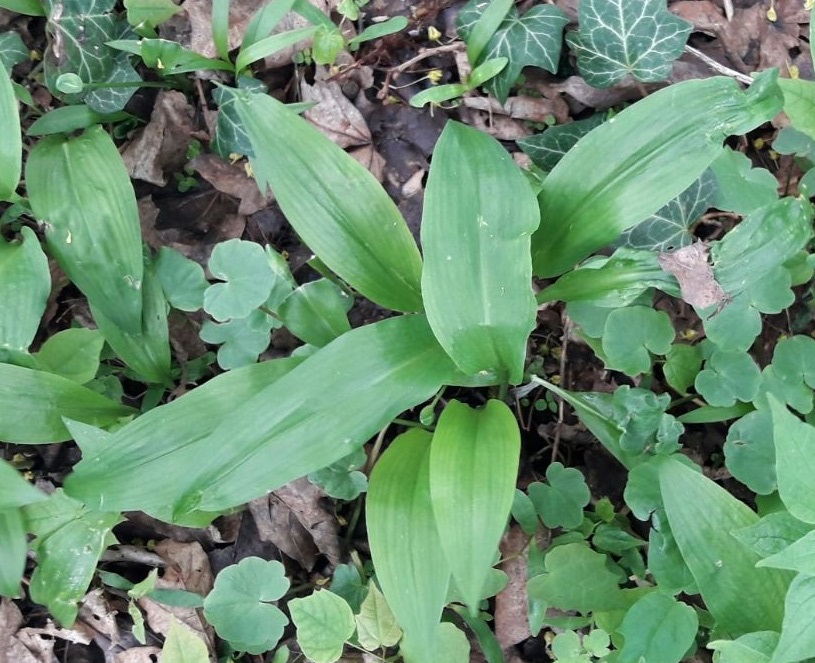
ウィーンの森林公園内のラムソン

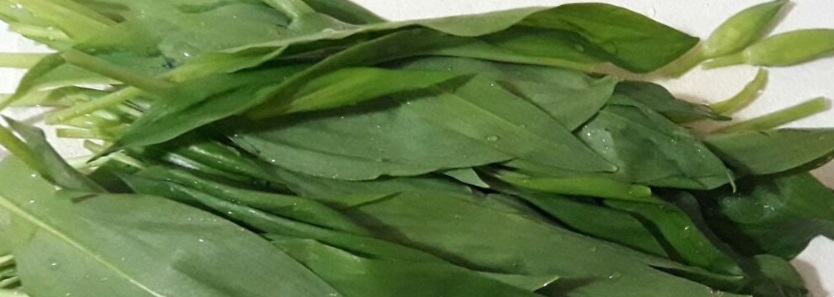
摘んだラムソンとその花嚢（蕾）

地面から直接出てくる長さ数センチメートル（cm）の茎に続いて槍先の形をした葉がある。ニラやタマネギ、ニンニク、リーキを含むネギ属の植物であり、ヨーロッパ原産、アジア北部にまで広まった。種でも球根でも増えるが、種は発芽に1年以上かかることもある。

## 名称
英語ではRamsons / Buckrams / Wild Garlic（野生ニンニク） / Broad-leaved Garlic（幅広葉ニンニク） / Wood Garlic（森ニンニク） / Bear Leek（熊リーキ） / Bear's Garlic（熊ニンニク）など、またドイツ語ではBärlauch（熊ネギ） / Bärenlauch（同） / Knoblauchspinat（ニンニクほうれん草） / wilder Knoblauch（野生ニンニク） / Waldknoblauch（森ニンニク） / Hexenzwiebel（魔女タマネギ） / Zigeunerlauch（ジプシーネギ）などの異称がある。
他にもヨーロッパ各地における現地での呼称として熊と結び付いたものが多く見られるが、由来は必ずしも明確ではない。ひとつの通説として、熊が冬眠から目覚めて最初に食べるのがラムソンの球根である、というものがある。
学名Allium ursinumはクマネギまたはクマニンニクの意味である。

## 特徴
主に中央ヨーロッパや東ヨーロッパのブナ林など森林の木々の下、直射日光が強く当たらない、湿気のある地面に繁殖し、条件が合えば自然公園や丘陵地にも見られる。成長すると高さ20 cmから25 cmになる。
蕾はネギ坊主のように袋に包まれている。開花するとニラの花のように星状の白い花が散形花序としてボール型にまき散らしたように集まって咲く。またその時期には辺り一面でニンニクに似たにおいがする。ニンニクやノビルなど他のネギ属で見られるような球芽（むかご）はない。

## 利用
ハーブとしての採集時期は花が咲く前とされ、柔らかい若葉を食用とする。
現地の人々は刻んだラムソンをサラダに混ぜたり、スープの浮き実にしたり、スパゲティのペストにしたり、フレッシュチーズやクリームチーズと練り合わせてパンに塗るチーズスプレッドとする。ヨーロッパ在住の日本人の間では幅広い葉ではあるが「ニラ」と呼ばれ、刻んで餃子や卵とじに料理される。
鉄分、マグネシウム、マンガンを含有し、また緑黄色野菜としてビタミン源ともなる。また、血圧を下げる効果があると言われる。

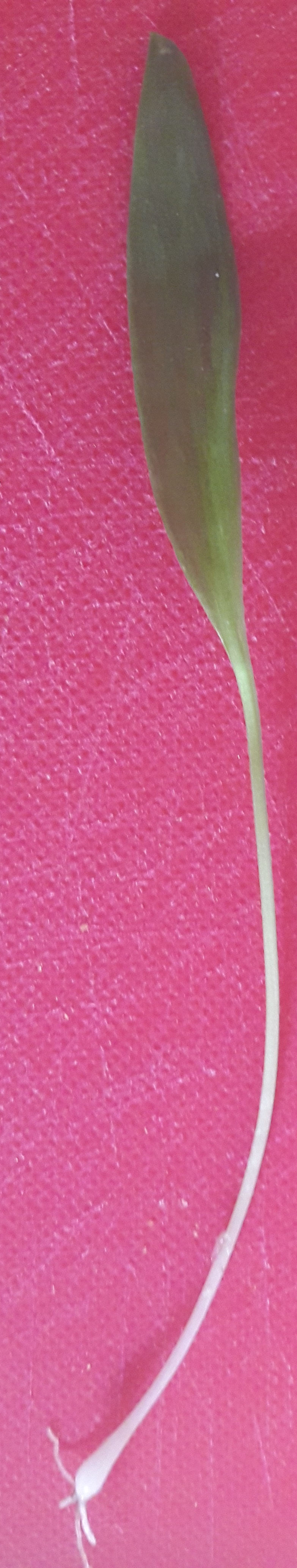
ラムソンの球根と若葉（葉表）
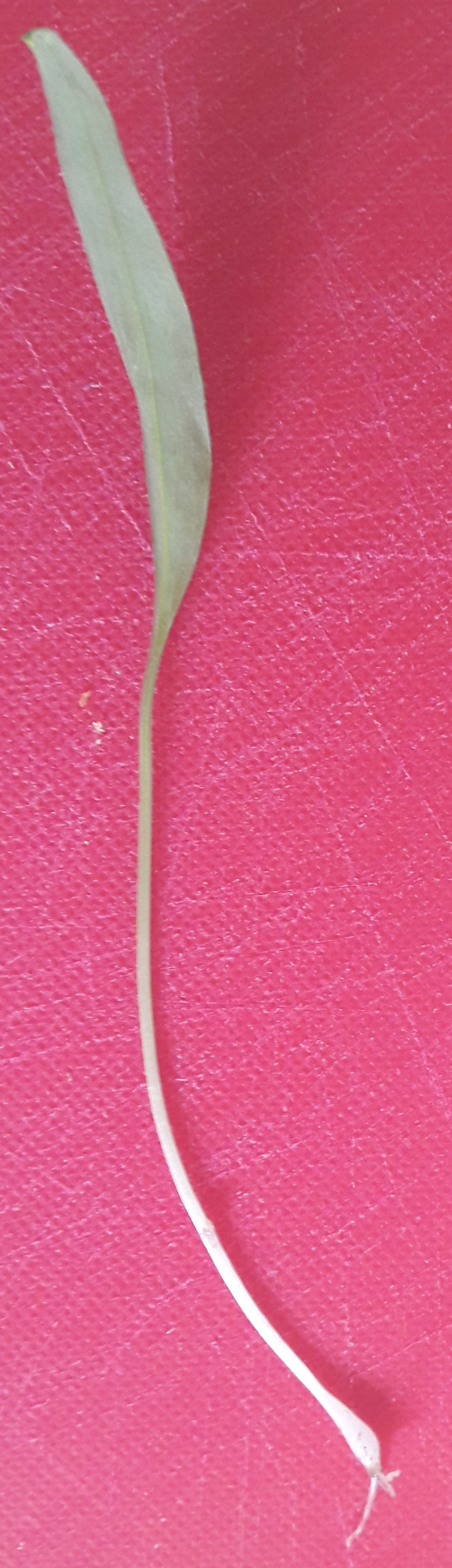
ラムソンの球根と若葉（葉裏）

## その他
においがまったく違うにもかかわらず、有毒植物のスズランやイヌサフランをラムソンと間違えて採集し、食中毒を起こす事故が報告されており、ドイツ連邦リスク評価研究所（BfR）から注意喚起されている。